# Breitungen (Südharz)
Breitungen is een plaats en voormalige gemeente in de Duitse deelstaat Saksen-Anhalt, en maakt deel uit van de Landkreis Mansfeld-Südharz.
Breitungen telt 496 inwoners.